# Missing Songs
Missing Songs is een compilatiealbum van de Britse band Maxïmo Park. Het album werd uitgebracht op 9 januari 2006 in het Verenigd Koninkrijk en op 27 juli 2005 in Japan.
Op het album staan B-kanten en demo's die eerder alleen waren verschenen op singles uitgebracht in het Verenigd Koninkrijk. Ook is een versie te horen van John Lennons nummer "Isolation", die eerder verscheen op een compilatiealbum van Lennon-nummers dat gratis bij Q, een Brits muziekmaandblad, werd weggegeven.

## Tracklist Britse versie
1. "A19" (Duncan Lloyd, Paul Smith) – 2:19
B-kant van "Going Missing".
2. "Isolation" (John Lennon-cover) – 1:14
B-kant van "Apply Some Pressure".
3. "My Life in Reverse" (Smith) – 3:20
B-kant van "Apply Some Pressure".
4. "Fear Of Falling" (Archis Tiku, Smith) – 2:36
B-kant van "Apply Some Pressure".
5. "I Want You to Leave" (Lloyd, Lukas Wooller, Smith) – 2:18
B-kant van "Apply Some Pressure".
6. "A Year of Doubt" (Smith) – 2:01
B-kant van "Going Missing".
7. "Trial And Error" (Lloyd, Smith) – 2:32
B-kant van "Graffiti".
8. "Stray Talk" (Lloyd, Smith) – 2:47
B-kant van "Graffiti".
9. "Hammer Horror" (Wooller, Lloyd, Smith) – 3:46
B-kant van "Graffiti".
10. "Apply Some Pressure" (originele demo) (Lloyd, Smith) – 3:28
11. "Graffiti" (originele demo) (Lloyd, Smith) – 3:11
12. "Once, a Glimpse" (originele demo) (Lloyd, Smith) – 3:27
13. "La Quinta" (bonustrack op de iTunes-luxe-editie) - 2:39
14. "I Want You To Stay (Field Music/J Xaverre Mix)" (bonustrack op de iTunes-luxe-editie) - 4:09
15. "I Want You To Stay (Cristian Vogel Mix)" (bonustrack op de iTunes-luxe-editie) - 4:42

## Tracklist Japanse versie
Het album verscheen in Japan al op 27 juli 2005 via Beat Records. De tracklist verschilt fors van de Britse versie.
1. "Going Missing" - 3:44
2. "Fear Of Falling" - 2:34
3. "Apply Some Pressure (originele demo)" - 3:25
4. "A19" - 2:19
5. "Graffiti (originele demo)" - 3:09
6. "Trial And Error" - 2:29
7. "Kiss You Better (akoestisch)" - 2:03
8. "Hammer Horror" - 3:45
9. "Stray Talk" - 2:47